# Haworthia mirabilis

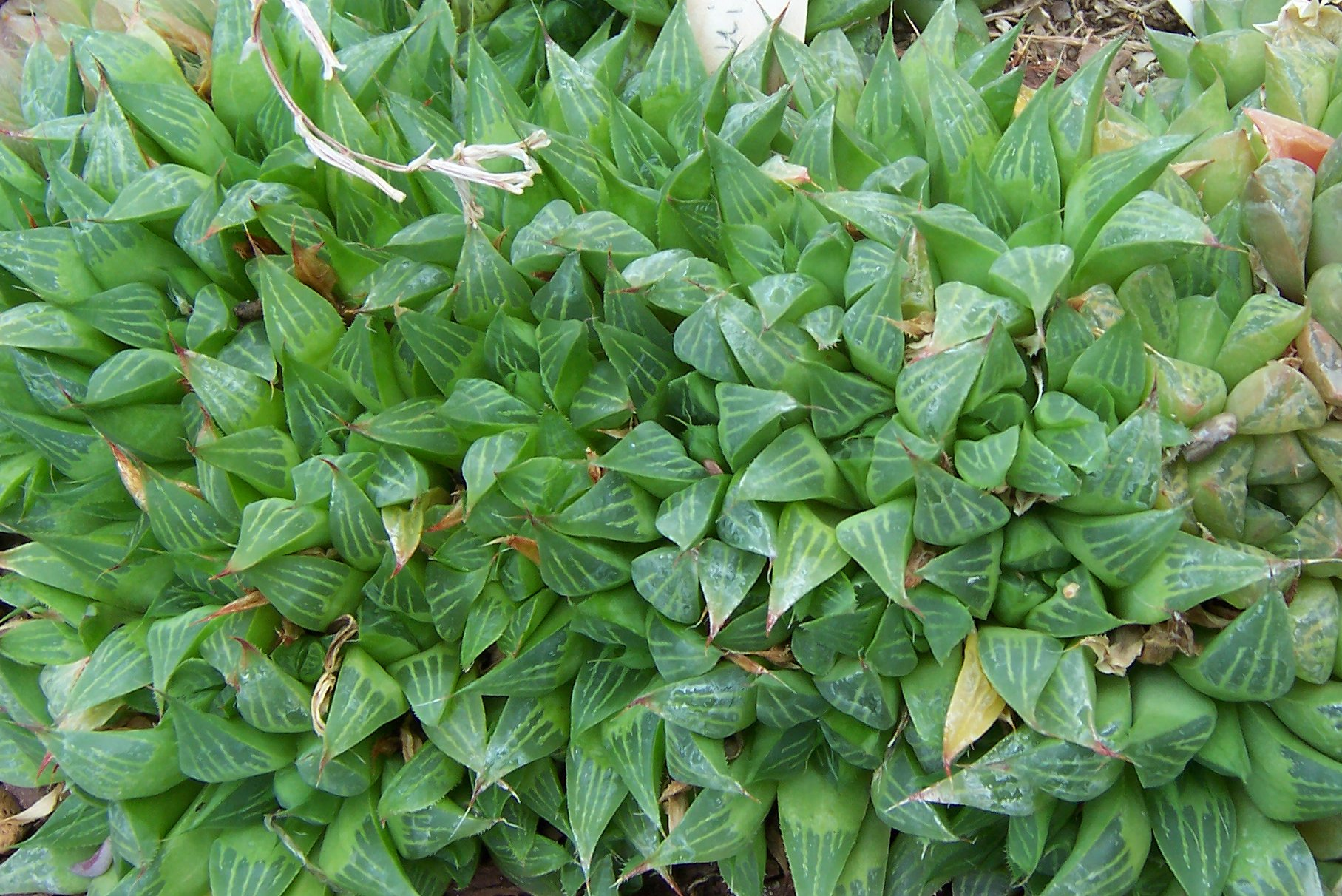
Dichter Bestand von Haworthia mirabilis var. triebneriana

Haworthia mirabilis ist eine Pflanzenart der Gattung Haworthia in der Unterfamilie der Affodillgewächse (Asphodeloideae).

## Beschreibung
Haworthia mirabilis wächst stammlos und sprossend. Die 10 bis 15 deutlich gestutzten Laubblätter bilden eine Rosette mit einem Durchmesser von bis zu 7 Zentimeter. Die dunkelgrüne Blattspreite ist 3 bis 4 Zentimeter lang und 1,5 Zentimeter breit. Ihre Spitze ist spitz. Die durchscheinende Blattoberfläche ist liniert. Die Dornen am Blattrand werden in der Sonne rötlich.
Der schlanke Blütenstand erreicht eine Länge von bis zu 25 Zentimeter. Die Blüten sind schmal verlängert und im Knospenstadium S-förmig. Die inneren Perigonblätter sind an ihren Spitzen ausgenommen.

## Systematik und Verbreitung
Haworthia mirabilis ist in der südafrikanischen Provinz Westkap verbreitet.
Die Erstbeschreibung als Aloe mirabilis durch Adrian Hardy Haworth wurde 1804 veröffentlicht. 1812 stellte er die Art in die Gattung Haworthia.
Nomenklatorische Synonyme sind Apicra mirabilis Willd. (1811, unkorrekter Name ICBN-Artikel 11.4) und Haworthia retusa var. mirabilis (Haw.) Halda (1997).
Es werden folgende Varietäten unterschieden:
- Haworthia mirabilis var. mirabilis
- Haworthia mirabilis var. atrofusca (G.G.Sm.) M.B.Bayer
- Haworthia mirabilis var. badia (Poelln.) M.B.Bayer
- Haworthia mirabilis var. beukmanii (Poelln.) M.B.Bayer
- Haworthia mirabilis var. consanguinea M.B.Bayer
- Haworthia mirabilis var. heidelbergensis (G.G.Sm.) M.B.Bayer
- Haworthia mirabilis var. magnifica (Poelln.) M.B.Bayer
- Haworthia mirabilis var. maraisii (Poelln.) M.B.Bayer
- Haworthia mirabilis var. meiringii (M.B.Bayer) M.B.Bayer
- Haworthia mirabilis var. mundula (G.G.Sm.) M.B.Bayer
- Haworthia mirabilis var. notabilis (Poelln.) M.B.Bayer
- Haworthia mirabilis var. paradoxa (Poelln.) M.B.Bayer
- Haworthia mirabilis var. scabra (M.B.Bayer) M.B.Bayer
- Haworthia mirabilis var. splendens (J.D.Venter & S.A.Hammer) M.B.Bayer
- Haworthia mirabilis var. sublineata (Poelln.) M.B.Bayer
- Haworthia mirabilis var. toonensis (M.B.Bayer) M.B.Bayer

## Nachweise